# ادسون (بازیکن فوتبال، زاده ۱۹۷۷)
ادسون لوئیز دا سیلوا (به پرتغالی: Edson Luis da Silva) مدافع اهل برزیل است که در شهر Palmares و در تاریخ ۱۵ مارس ۱۹۷۷ به دنیا آمده‌است.
ادسون لوئیز دا سیلوا در تیم‌های فوتبال Ríver – – سابقهٔ حضور دارد.